# Агломерація залізних руд
Агломерація залізних руд — термічний процес утворення відносно великих грудок із подрібненого рудного концентрату з метою надання їм властивостей, необхідних для плавки.

## Історія
Процес агломерації залізних руд був винайдений англійцями Ф. Геберлейном і Т. Хатінгтоном у 1887 році. Перша агломераційна стрічка була введена в дію у Бедборо (США) 1911 року за патентом А. Дуайта, Р. Ллойда 1906 року. У СССР першу агломераційну стрічку було введено в дію у травні 1930 року на Керченському металургійному заводі імені Войкова.

## Суть процесу
Грудкування відбувається внаслідок злипання окремих нагрітих частинок шихти при поверхневому їх розм'якшенні, перекристалізації або внаслідок утворення легкоплавких сполук, що зв'язують частинки під час остигання агломерованого продукту. Найчастіше А. здійснюється під час проходження повітря зверху вниз крізь шар шихти, розташованої на колосникових ґратках. Головні складові шихти: руда, концентрат і добавки, що підлягають окускуванню, паливо — для одержання тепла, волога — для забезпечення оптимальної газопроникності шихти. Складена в певній пропорції, згідно з властивостями вихідних матеріалів та заданою якістю агломерату, і рівномірно перемішана, шихта завантажується на ґратки агломераційної машини шаром певної товщини, зумовленої газопроникністю шихти.
Найширшого застосування в СРСР набули агломераційні машини стрічкового типу внаслідок простої конструкції, безперервності процесу спікання, великої продуктивності і низької собівартості агломерату. Найважливішою частиною цих машин є пластинчастий транспортер («стрічка»), складений з окремих візків, дно яких зроблене з колосників, що безперервно рукаються між двома зубчастими колесами. Під верхнюю, робочою частиною машини розташовані вакуум-камери, де ексгаустером створюється розрідження, що забезпечує просмоктування повітря крізь шихту та її спікання. Під час руху стрічки шихта, завантажена в головну частину машини, підводиться під запалювальне горно, що працює здебільшого на газоподібному паливі. Продукти горіння просмоктуються вниз крізь шихту І нагрівають її верхній шар до температури займання пального. Після виходу з-під запалювального горна крізь шихту під час руху стрічки просмоктується повітря, що забезпечує горіння палива в шихті. Процес А відбувається послідовно вверху в міру горіння палива і закінчується над останніми вакуум-камерами. Готовий агломерат надходить в дробарку і грохот, що розділяє його на кускову фракцію для плавильних печей і дрібну, яка знову надходить в агломераційну шихту («повернення»). Продуктивність стрічкової агломераційної машини визначається площею ефективної поверхні ґраток, яка дорівнює 18, 50, 75 і 200 мг (вихід агломерату з 1 мг поверхні ґраток становить близько 40 т на добу).
Останнім часом розроблено ряд способів інтенсифікації процесів А., які значно підвищили продуктивність агломераційних машин. Для доменного виробництва освоєно нові види агломерату (офлюсований, залізо-марганцевий), застосування яких підвищило продуктивність доменних печей і знизило витрати коксу.